# Comté d'Henneberg
1096–1660
Entités précédentes :
- Duché de Franconie

Entités suivantes :
- Saxe-Weimar
- Saxe-Gotha

Le comté d'Henneberg est un ancien État du Saint-Empire romain germanique, un comté franconien s'étendent des rives du fleuve Main au pied sud de la forêt de Thuringe. La maison régnante de Henneberg-Schleusingen a été élevée au rang de prince du Saint-Empire 
et obtint le statut de l'immédiateté impériale en 1310. La lignée des comtes s'éteignit enfin en 1583 et leurs biens passaient à la maison de Wettin en Saxe.

## Géographie
Situé dans la partie septentrionale du Cercle de Franconie, les frontières du comté longent les domaines de l'abbaye de Fulda à l'ouest, les principautés épiscopales de Wurtzbourg et de  Bamberg au sud et à l'est, ainsi que le landgraviat de Thuringe au-delà de la forêt de Thuringe. Les villes principales sont Smalkalde, Meiningen et Schleusingen.

## Histoire
Ce comté a pris son nom d'un château bâti au commencement du XIe siècle, aux environs de Meiningen. Les membres de la famille qui le possédait héréditairement depuis cette époque furent élevés à la dignité de princes de l'empire en 1310. Ce pays, qui s'était accru de diverses annexes, et notamment du burgraviat de Wurtzbourg, fut divisé plusieurs fois, puis réuni de nouveau, jusqu'à ce que Guillaume VII, comte de Henneberg, qui avait recueilli les débris des partages successifs de famille, signât en 1554, avec Jean-Frédéric le Jeune, duc de Saxe, un traité en vertu duquel, moyennant indemnité, le comté reviendrait à la maison de Saxe à la mort du dernier comte de Henneberg, Georges-Ernest, qui décéda en 1583.

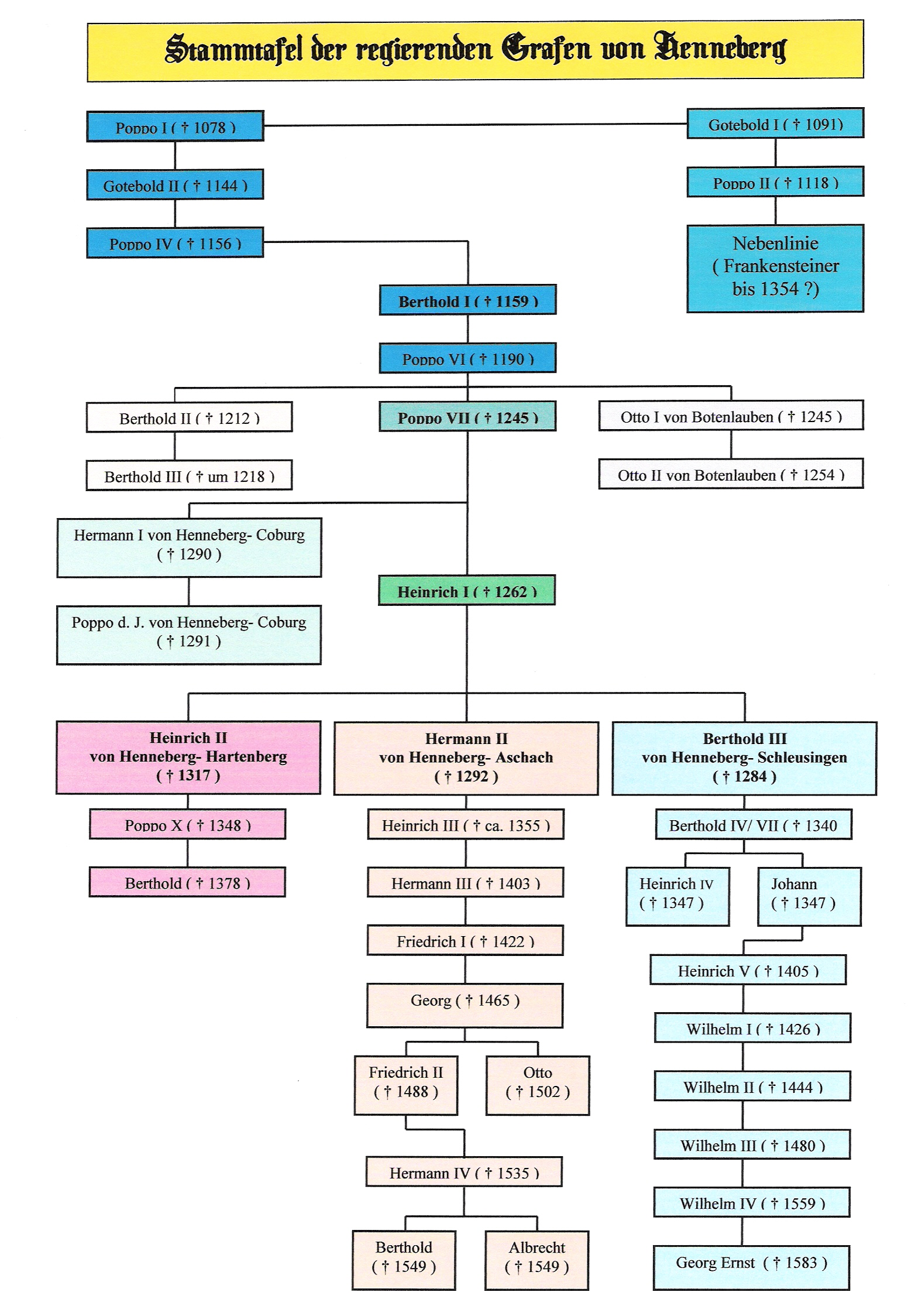
Arbre généalogique des comtes de Henneberg.

Pendant un certain temps, les différentes branches de la maison de Saxe l'ont possédé par indivis ; mais, en 1660, on procéda à un partage qui fut plusieurs fois modifié depuis. Une partie en fut cédée à la Prusse en 1815. Quant à la seigneurie de Schmalkalde, que la Hesse avait possédée conjointement avec les comtes de Henneberg, elle avait été cédée complètement à la Hesse en 1521.